# Sân bay Sibiti
Sân bay Sibiti (IATA: SIB, ICAO: FCBS) là một sân bay ở Sibiti, tỉnh Lékoumou, Cộng hòa Congo.

## Vị trí và cơ sở vật chất
Sân bay nằm ở phía đông thị trấn, trên độ cao 1883 ft (574 m) so với mực nước biển. Nó có một đường băng trải nhựa dài 2045 m.